# 沙爾虎達
沙尔虎达（穆麟德轉寫：Šarhūda，1599年—1659年），瓜尔佳氏，满洲镶蓝旗人，清朝初年将领。
沙尔虎达的先祖是苏完部人，居虎尔哈，后来与父亲桂勒赫一起投奔努尔哈赤，被授予牛录额真。天命初年，跟随努尔哈赤讨伐瓦尔喀部，因功封世职备御。天聪元年，跟随皇太极攻大凌河、包围锦州，屡立战功。三年讨伐明朝，攻下遵化，沙尔虎达在城外大破明军，进封世袭游击。
此后，又参与征伐朝鲜的丙子之役以及讨伐李自成的战斗。顺治十五年，俄罗斯入侵满洲，他率军将俄军击退。十六年病卒，谥襄壮，其子巴海袭爵。

## 延伸阅读
[在维基数据编辑]
 《清史稿·卷250》
 《清史稿·卷243》，出自趙爾巽《清史稿》